# Герб Жданівки
Герб Жданівки — офіційний символ міста Жданівка Донецької області. Затверджений 25 грудня 2006 р. рішенням сесії міської ради.

## Опис
Щит понижено скошений зліва зеленим і чорним. У першій частині знижений вузький лазуровий вищерблений зверху і хмароподібний знизу перев'яз зліва. Поверх всього з лівого нижнього кута виходить золота рука, що тримає чорну троянду, яка випускає золоте сяйво. Щит обрамлений вінком з срібної ковили і лазурових волошок, перевитих лазуровою стрічкою з написом "Жданівка", і увінчаний срібною мурованою короною.

## Історія

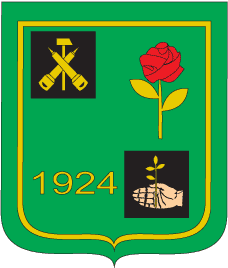
Герб 2000-2006 рр.

В 2000-2006 рр. офіційним символом був інший герб.
На зеленому щиті з вузькою золотою внутрішньої облямівкою у правому верхньому куті щита чорний квадрат, обтяжений поставленим вертикально золотим молотом, поверх якого два золотих відбійних молотка, покладеними в косий хрест. У лівому верхньому куті щита червона троянда з золотим стеблом. У правому нижньому кутку щита золоті цифри "1924". У лівому нижньому кутку щита чорний квадрат, обтяжений долонею тілесного кольору, що тримає золотий паросток.